# Antoine Fabre d'Olivet
Antoine Fabre d'Olivet (Ganges, 1767 - París, 1825) fou un escriptor, polític i músic occità.
Pertanyia a una família protestant i es dedicà al comerç, però aviat se'n cansà i emprengué una sèrie d'estudis sense mètode i cap ordre, que malgrat tot donaren el resultat d'obres diverses, però no desproveïdes de mèrit. Fou polifacètic, erudit i humanista, traductor de clàssics al francès que pretenia ser l'Ossian occità. Fou jacobí, membre del Directori francès, autor en francès de peces com Le Génie de la nation (1789), Le Quatorze juillet (1790), Le Miroir de la vérité (1791), Toulon soumis (1794), i es retirà de la política amb l'arribada de Napoleó. També són seus els drames filosofics Le sage de l'Indoustan, drama en vers, amb cors, també de l'autor (1796), i Caïn, adaptació del poema de Lord Byron.
Entre les seues composicions musicals, hi figuren nombroses romances, quartets per a instruments de fusta i un Oratori escrit a la manera grega.
Amb Lou trobaire, poesias occitanas del sicle XII (1804) una antologia en dos volums en occità i francès, fa una dissertació on proposa la unió de l'occità escrit, alhora que empra per primer cop el mot Oscitanique per referir-se al país. Interessat per la literatura dels trobadors, se'l considera un dels inspiradors del Felibritge.

## Obres
- Le sage de l'Indoustan (1796)
- Caïn (1797)
- Lettres de Sophie sur l'histoire (1801)
- Lou trobaire, poesias occitanas del sicle XII (1804)
- Cort d'amor (1807)
- La podestat de Dieu (1807)
- La pichòta masca (La petita bruixa, 1809)
- Nations sur le sens de l'ouïe en géneral (1811)
- Les vers dorés de Pythagore, expliqués pour la premiére fois et traduits en vers eumolpiques français (1813)
- La langue hebraïque restituée et le véritable sens des mots hébreux rétabli et prouvé par leur analyse radicale (1816)
- La langue d'Oc rétablie dans ses principes constitutifs et pratiques (1817).
- De l'état social de l'homme et vues philosophiques sur l'histoire du genre humain (1822; 2,ª ed..,1824)